# Fadogia latifolia
Fadogia latifolia är en måreväxtart som beskrevs av Auguste Jean Baptiste Chevalier och Robyns. Fadogia latifolia ingår i släktet Fadogia och familjen måreväxter. Inga underarter finns listade i Catalogue of Life.